# Kuwait en los Juegos Paralímpicos de Atenas 2004
Kuwait estuvo representado en los Juegos Paralímpicos de Atenas 2004 por un total de catorce deportistas, trece hombres y una mujer.

## Medallistas
El equipo paralímpico kuwaití obtuvo las siguientes medallas:
| Nombre           | Deporte   | Evento                      |
| ---------------- | --------- | --------------------------- |
| Oro              |           |                             |
| Hamad Aladwani   | Atletismo | 400 m T53 masculino         |
| Plata            |           |                             |
| Hamad Aladwani   | Atletismo | 100 m T53 masculino         |
| Hamad Aladwani   | Atletismo | 200 m T53 masculino         |
| Bronce           |           |                             |
| Maha Al-Sherayan | Atletismo | Disco F32-34/51-53 femenino |
| Maha Al-Sherayan | Atletismo | Peso F32-34/52/53 femenino  |
| Dari Al-Mutairi  | Atletismo | Peso F32 masculino          |